# Strandby
Strandby is een plaats in de Deense regio Noord-Jutland, gemeente Frederikshavn. De plaats telt 2416 inwoners (2008).

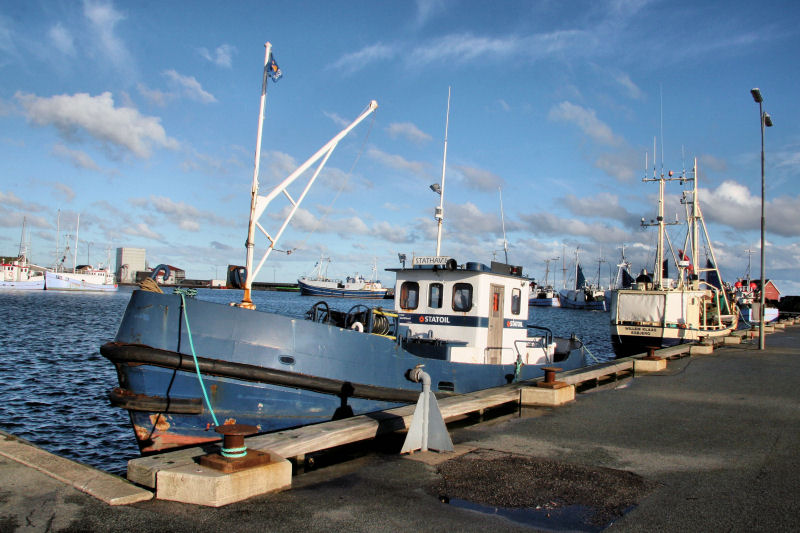
Haven van Strandby
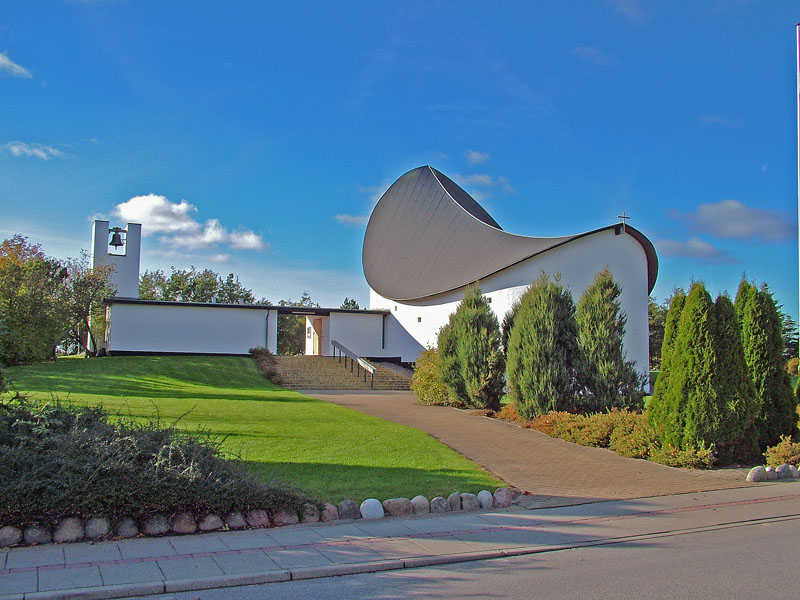
Kerk van Strandby